# Reserva Extrativista Mapuá
A reserva extrativista Mapuá é uma unidade de conservação brasileira de uso sustentável da natureza, localizada no estado do Pará, às margens do rio Mapuá e do rio Aramã na Ilha do Marajó, com território distribuído pelos municípios de Anajás, Breves, Curralinho e São Sebastião da Boa Vista. Criada através de Decreto Presidencial sem número de 20 de maio de 2005, possuí área de 93 753,74ha.

Trata-se de uma área criada para proteger os meios de vida e a cultura de populações extrativistas tradicionais, assegurando a sustentabilidade dos recursos naturais. Para sua subsistência, os ribeirinhos exploram basicamente o açaí, o palmito, a pesca, a caça e o roçado de mandioca.
A Reserva Extrativista Mapuá é gerida por um Conselho Deliberativo, presidido pelo Instituto Chico Mendes de Conservação da Biodiversidade (ICMBIO) e constituído por representantes de órgãos públicos, de organizações da sociedade civil e das populações tradicionais residentes na área.
A Associação de Moradores da Reserva Extrativista Mapuá (AMOREMA) é a organização civil com maior representatividade na Reserva Extrativista Mapuá. Ela foi criada em 4 de novembro de 2005, com sede administrativa na Comunidade Bom Jesus. A AMOREMA é considerada a Associação-mãe e tem desde abril de 2010 o Contrato de Cessão de Direito Real de Uso da Reserva Extrativista.
O pássaro japim-soldado ou tecelão (Cacicus chrysopterus) é o animal símbolo da Reserva Extrativista Mapuá. Essa ave ocorre na América do Sul, vivendo no interior de matas. A espécie chega a atingir 20 centímetros de comprimento e apresenta plumagem nas cores preta e amarela. O japim-soldado, ou simplesmente japim, está presente em diversas narrativas populares, como lendas e contos, fazendo parte do rico folclore da Amazônia.
A atriz e apresentadora do programa Pé no Chão do canal Multishow Daniele Suzuki realizou uma visita em julho de 2010 na Reserva Extrativista Mapuá.
A criação da Reverva Extrativista Mapuá ocorreu por meio de um processo conflituoso entre as comunidades extrativistas (ribeirinhas), empresários do ramo madeireiro, entidades de classe (sindicatos dos trabalhadores e outros) e o IBAMA. Esse processo de criação da unidade de conservação garante as populações tradicionais o uso responsável dos recursos naturais e afasta os modelos de devastação da floresta amazônica provocado por modelos de grande exploração trago por madeireiro empresarial. 

## Ligações Externas
- Reserva Extrativista Mapuá[ligação inativa]
- Associação de Moradores da Reserva Extrativista Mapuá (AMOREMA)
- Japim: símbolo da Reserva Extrativista Mapuá
- Ecomapuá
- Instituto Chico Mendes de Conservação da Biodiversidade - ICMBIO
- Decreto de criação da RESEX Mapuá